# William Crowther
William Crowther, (també anomenat «Willie» o «Will» Crowther), nascut el 1936, és un programador d'ordinadors i un explorador de cavernes estatunidenc. És més conegut com el cocreador de la Colossal Cave Adventure (Aventura de la Cova Colossal), un joc d'ordinador seminal que va influenciar la primera dècada del disseny de videojocs i va crear un nou gènere de jocs d'ordinador, l'aventura conversacional.